# Villaherreros
Villaherreros – gmina w Hiszpanii, w prowincji Palencia, w Kastylii i León, o powierzchni 40,79 km². W 2011 roku gmina liczyła 229 mieszkańców.